# Josef Kriehuber
Josef Kriehuber (Vienna, 14 dicembre 1800 – Vienna, 30 maggio 1876) è stato un pittore austriaco, particolarmente noto per i suoi ritratti con la tecnica della litografia.

## Biografia
Fu avviato alla pittura dal fratello Johann, poi studiò all'Accademia di belle arti di Vienna. All'età di 18 anni soggiornò per un certo tempo in Galizia, dove si dedicò principalmente alla pittura di cavalli. Tornato a Vienna, iniziò a lavorare come litografo per diverse case editrici viennesi. Si specializzò nei ritratti, e con quasi 3.000 lavori è considerato il maggiore ritrattista del periodo Biedermeier. Produsse anche qualche centinaio di acquerelli. Insegnò per alcuni anni alla Theresianische Akademie di Vienna.
Il suo grande successo come ritrattista è probabilmente dovuto al fatto che sapeva comprendere molto bene la personalità dei suoi soggetti, riuscendo a farla trasparire nelle sue opere. È difficile trovare una persona nota della sua epoca che non sia stata da lui ritratta.

## Opere
Un parziale elenco è il seguente:

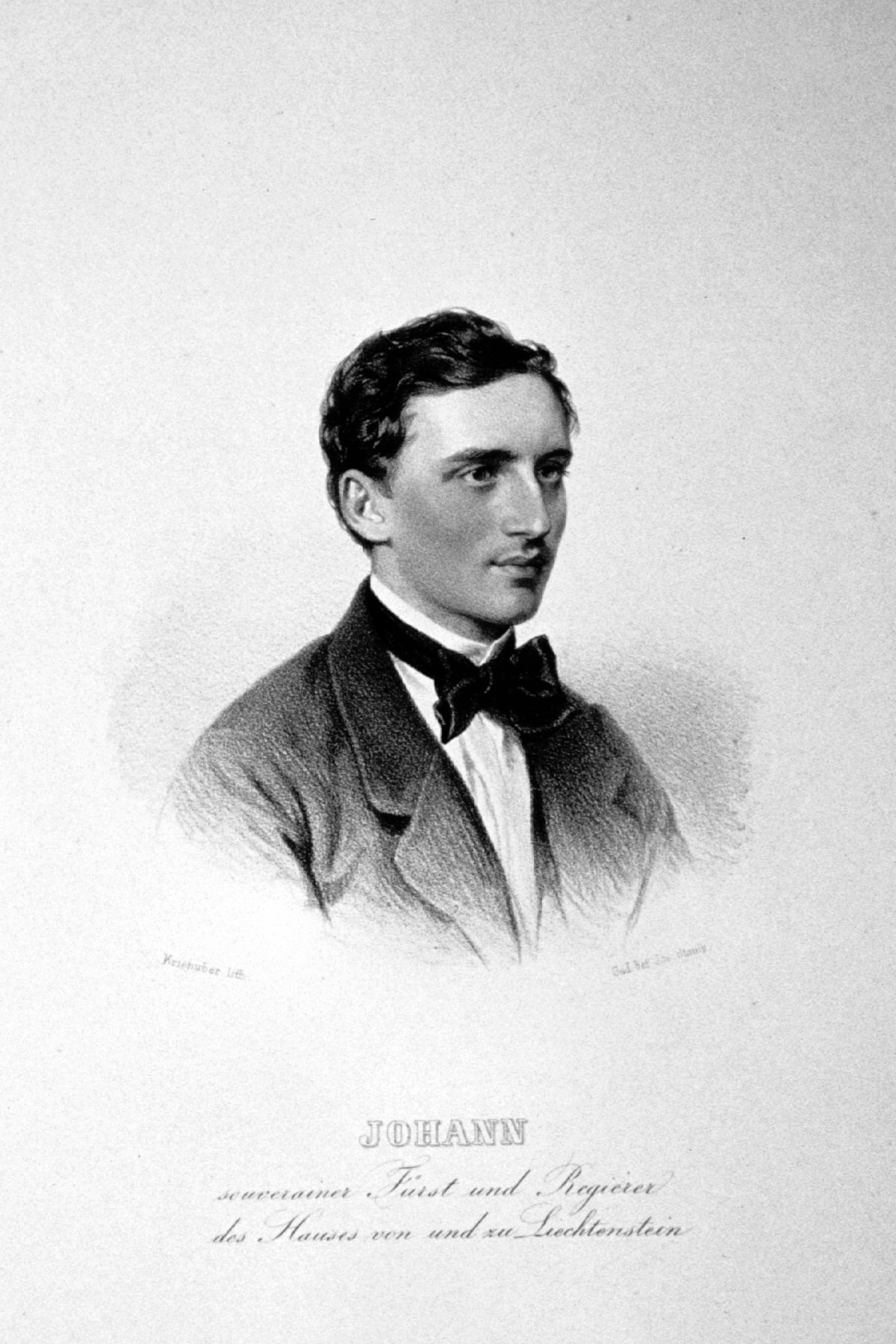
Litografia di Kriehuber ritraente il principe Giovanni II del Liechtenstein

Francesco I d'Austria, Giovanni II del Liechtenstein, Klemens von Metternich, Josef Radetzky, Franz Grillparzer, Johann Nestroy, Giovanni d'Asburgo-Lorena, Franz Schubert, Anton Diabelli, Franz Philipp von Lamberg, Robert Schumann, Giacomo Meyerbeer, Luigi d'Asburgo-Lorena,  Carl Czerny, Franz Liszt, Sigismund Thalberg, Ole Bull, Niccolò Paganini, Gaetano Donizetti, Elias Parish Alvars, Alberto d'Asburgo-Teschen, Carlo Ludovico d'Asburgo-Lorena, Sofia di Baviera, Maria Luisa d'Asburgo-Lorena, Stephan Ladislaus Endlicher, Ignaz von Seyfried, Wilhelm von Tegetthoff, Massimiliano I del Messico, Ignazio Knoblecher, Bartolomeo Bozanich.
Con l'avvento della fotografia, la sua stella cominciò a declinare. I suoi ultimi anni furono segnati dalla mancanza di lavoro e dalla povertà. Nel cimitero centrale di Vienna, il Zentralfriedhof, vi è un monumento a lui dedicato. Nel distretto Margareten di Vienna gli è intitolata una via.
Molte sue opere sono conservate nel museo Albertina e nella Biblioteca Nazionale Austriaca di Vienna.